# Сен-Жульєн-ле-Фокон
Сен-Жульє́н-ле-Фоко́н (фр. Saint-Julien-le-Faucon) — колишній муніципалітет у Франції, у регіоні Нормандія, департамент Кальвадос. Населення — 725 осіб (2011).
Муніципалітет був розташований на відстані близько 170 км на захід від Парижа, 35 км на схід від Кана.

## Історія
До 2015 року муніципалітет перебував у складі регіону Нижня Нормандія. Від 1 січня 2016 року належав до нового об'єднаного регіону Нормандія.
1 січня 2017 року Сен-Жульєн-ле-Фокон, Лез-Отьє-Папйон, Купезарт, Кревкер-ан-Ож, Круассанвіль, Граншам-ле-Шато, Лекод, Маньї-ла-Кампань, Маньї-ле-Фрель, Ле-Меній-Може, Мезідон-Канон, Монтей, Персі-ан-Ож i В'є-Фюме було об'єднано в новий муніципалітет Мезідон-Валле-д'Ож.

## Демографія
Динаміка населення (Insee ):
Розподіл населення за віком та статтю (2006):
| Стать | Всього | До 15 років | 15-24 | 25-44 | 45-64 | 65-85 | Понад 85 |
| --- | ------ | ----------- | ----- | ----- | ----- | ----- | -------- |
| Чоловіки | 316    | 84          | 28    | 88    | 80    | 32    | 4        |
| Жінки | 344    | 96          | 36    | 92    | 72    | 48    | 0        |
| \| Статево-вікова піраміда \| Статево-вікова піраміда \| Статево-вікова піраміда \| \| ----------------------- \| ----------------------- \| ----------------------- \| \| Чоловіки \| Вік \| Жінки \| \| 4 \| 85 + \| 0 \| \| 8 \| 80-84 \| 4 \| \| 8 \| 75-79 \| 4 \| \| 8 \| 70-74 \| 28 \| \| 8 \| 65-69 \| 12 \| \| 0 \| 60-64 \| 20 \| \| 36 \| 55-59 \| 24 \| \| 36 \| 50-54 \| 24 \| \| 8 \| 45-49 \| 4 \| \| 28 \| 40-44 \| 20 \| \| 24 \| 35-39 \| 24 \| \| 32 \| 30-34 \| 32 \| \| 4 \| 25-29 \| 16 \| \| 16 \| 20-24 \| 24 \| \| 12 \| 15-20 \| 12 \| \| 24 \| 10-14 \| 20 \| \| 28 \| 5-9 \| 36 \| \| 32 \| 0-4 \| 40 \| |        |             |       |       |       |       |          |
| Статево-вікова піраміда |        |             |       |       |       |       |          |
| Чоловіки | Вік    | Жінки       |       |       |       |       |          |
| 4 | 85 +   | 0           |       |       |       |       |          |
| 8 | 80-84  | 4           |       |       |       |       |          |
| 8 | 75-79  | 4           |       |       |       |       |          |
| 8 | 70-74  | 28          |       |       |       |       |          |
| 8 | 65-69  | 12          |       |       |       |       |          |
| 0 | 60-64  | 20          |       |       |       |       |          |
| 36 | 55-59  | 24          |       |       |       |       |          |
| 36 | 50-54  | 24          |       |       |       |       |          |
| 8 | 45-49  | 4           |       |       |       |       |          |
| 28 | 40-44  | 20          |       |       |       |       |          |
| 24 | 35-39  | 24          |       |       |       |       |          |
| 32 | 30-34  | 32          |       |       |       |       |          |
| 4 | 25-29  | 16          |       |       |       |       |          |
| 16 | 20-24  | 24          |       |       |       |       |          |
| 12 | 15-20  | 12          |       |       |       |       |          |
| 24 | 10-14  | 20          |       |       |       |       |          |
| 28 | 5-9    | 36          |       |       |       |       |          |
| 32 | 0-4    | 40          |       |       |       |       |          |

## Економіка
2010 року серед 442 осіб працездатного віку (15—64 років) 305 були активними, 137 — неактивними (показник активності 69,0%, у 1999 році було 69,8%). З 305 активних мешканців працювало 268 осіб (148 чоловіків та 120 жінок), безробітними було 37 (15 чоловіків та 22 жінки). Серед 137 неактивних 35 осіб було учнями чи студентами, 62 — пенсіонерами, 40 були неактивними з інших причин.

У 2010 році в муніципалітеті числилось 278 оподаткованих домогосподарств, у яких проживали 709,0 особи, медіана доходів виносила 14 289 євро на одного особоспоживача